# Барнард, Кристиан
Кристиа́н Не́тлинг Ба́рнард (африк. Christiaan Neethling Barnard; 8 ноября 1922, Бофорт-Уэст, Капская провинция, Южно-Африканский Союз — 2 сентября 2001, Пафос, Республика Кипр) — южноафриканский кардиохирург, хирург-трансплантолог и общественный деятель. 3 декабря 1967 года выполнил первую в мире пересадку сердца от человека человеку.

## Биография
Родился в семье священника и учительницы, немца по происхождению и француженки. Его родиной является небольшой городок Бофорт-Уэст на юге ЮАР, где в настоящее время открыт музей его имени, в котором хранятся 133 его награды, полученные в разных странах. Имел трёх братьев, один из которых — Мариус — также стал известным кардиохирургом.
Учился в Кейптаунском (1940—1945) и Миннесотском (1955—1958) университетах на медицинских факультетах.
После окончания Кейптаунского университета стажировался в госпитале Госпитале Гроот Шур в Кейптауне, после чего работал врачом общей практики в сельском городе Сирес (Западно-Капская провинция). В 1951 году вернулся в Кейптаун, где одновременно работал в городской больнице и в медицинском департаменте Госпиталя Гроот-Шур в качестве регистратора. Окончил магистратуру Кейптаунского университета, получив степень магистра медицины в 1953 году. В том же году получил докторскую степень в области медицины в том же университете за свою диссертацию «Лечение туберкулезного менингита».
Вскоре после этого провёл эксперименты на собаках, исследуя кишечную атрезию. После девяти месяцев и 43 попыток смог вылечить это состояние, удалив кусочек кишечника с недостаточным кровоснабжением. Его техника спасла жизни десятков младенцев в Южной Африке и была принята хирургами в Великобритании и США.
Кроме того, он проанализировал 259 случаев туберкулезного менингита.
С 1955 по 1958 год работал и учился в США. В 1958 году получил степень магистра наук в области хирургии за диссертацию «Аортальный клапан — проблемы изготовления и тестирования протезного клапана». В том же году получил степень доктора философии. за диссертацию «Этиология врождённой кишечной атрезии».
Вернувшись в Южную Африку в 1958 году, был назначен заведующим отделениями экспериментальной хирургии  в Госпитале Гроот Шур и параллельно в Кейптаунском университете, где вскоре  был повышен до преподавателя и заведующего хирургическими исследованиями . Одновременно открыл отделение в соседней больнице Красного Креста «Сити-парк», где оперировал детей с врождёнными пороками сердца.
В 1960 году специально прилетал в Москву для встречи с В. Демиховым, которого позже называл «безусловно заслуживающим звания отца трансплантологии сердца и лёгких».
В 1961 году был назначен заведующим отделением кардиоторакальной хирургии в учебных больницах Кейптаунского университета. В 1962 году стал доцентом кафедры хирургии. Его правой рукой в отделении кардиохирургии в конечном итоге стал младший брат Мариус, который также изучал медицину.
Впервые в мире сделал пересадку (1967) и подсадку (1974) сердца человеку (перед этим провёл 48 аналогичных операций на собаках, однако собаки не жили дольше 10 дней). В том же году сумел успешно пересадить почку.
В период с декабря 1967 года по ноябрь 1974 им были проведены 10 трансплантаций сердца и 1 трансплантация сердца и лёгких (в 1971 году). Из этих 10 пациентов 4 человека жили дольше 18 месяцев, причем двое из них стали долгожителями (13 и 24 года).
К. Барнард разработал идею гетеротопической (или «перевязочной» пересадки), в которой больное сердце пациента остается на месте, в то время как рядом добавляется сердце донора, по существу образуя «двойное сердце» и выполнил первую такую трансплантацию в 1974 году. С ноября 1974 года по декабрь 1983 года в Гроот Шур было проведено 49 последовательных гетеротопических трансплантаций сердца у 43 пациентов. Показатель выживаемости для пациентов в течение года составлял более 60 % по сравнению с менее чем 40 % при стандартных трансплантатах, а выживаемость в течение 5 лет составляла более 36 % по сравнению с менее чем 20 % при стандартных трансплантатах.
Со временем стал известен как блестящий хирург с большим вкладом в лечение сердечных заболеваний, особенно таких как Тетрада Фалло и аномалия Эбштейна. В 1972 году стал профессором хирургии Кейптаунского университета.
Мировая известность и популярность повлияла на его жизнь, он полюбил светские мероприятия, приёмы и романы (известен его роман с Джиной Лоллобриджидой в январе 1968 года, во время визита в Италию ради встречи с Папой Римским Павлом VI).

В одном из своих последних интервью Барнард заявил, что не намерен оправдываться относительно «беспечной жизни», которую вел в зените славы: 

Может быть, это была одна из причин многих моих неприятностей, поскольку я не вёл себя как подобает именитому профессору. Я любил вечеринки и женское общество. Если бы мне предложили на выбор Нобелевскую премию или красивую женщину, я выбрал бы женщину

## Пересадка сердца
3 декабря 1967 года в госпитале Кейптауна Кристиан Барнард произвел первую в мире удачную пересадку человеческого сердца. Сердце погибшей накануне в автокатастрофе 25-летней Денизы Дарваль с согласия её семьи было пересажено 54-летнему Луису Вашканскому, страдавшему неизлечимым сердечным заболеванием и диабетом. Барнарду помогал его брат Мариус, а также медицинская бригада из тридцати человек. Операция длилась примерно пять часов.
Несмотря на то, что операция была проведена безукоризненно, пришедший полностью в себя Вашканский прожил лишь 18 дней и умер от двусторонней пневмонии (причина — ослабление иммунной системы из-за приёма антиретровирусных препаратов).

Второй пациент по пересадке Барнарда, Филипп Блаиберг, после операции, проведенной 2 января 1968 года, прожил в течение девятнадцати месяцев и смог вернуться домой из больницы (умер от хронического отторжения пересаженных органов).

Дирк ван Зыл, получивший новое сердце в 1971 году, стал самым долгоживущим реципиентом, прожившим после операции 24 года.

Успех трансплантации Блайберга привел к немедленному увеличению числа врачей, выполняющих операции по пересадке сердца по всему миру. К концу августа 1968 года было проведено 34 трансплантации сердца, а к декабрю 1968 года уже было проведено около 100 таких операций.

## Общественная деятельность
На средства, полученные от публикации автобиографической книги «Одна жизнь» (1969), создал фонд для финансирования научных исследований в области сердечно-сосудистой хирургии. 
Был откровенным противником южноафриканских законов апартеида и не боялся критиковать правительство своей страны. Подвергался в ЮАР преследованиям за свою общественную деятельность. Заявлял, что не получил Нобелевскую премию по физиологии или медицине вероятно потому, что он белый южноафриканец.

Опубликовал в соавторстве с Зигфридом Стэндером роман «Нежелательные элементы», где, среди прочего, затрагивались проблемы расовой сегрегации.

В 1981 году стал одним из основателей Всемирного культурного совета.
Был активным защитником животных и на своей ферме-заповеднике в Киру, в 680 км от Кейптауна, содержал десятки диких животных, желая защитить их от истребления.

## Последний период жизни
Ушел на пенсию с должности заведующего отделением кардиоторакальной хирургии в 1983 году после развития ревматоидного артрита в руках, что положило конец его хирургической карьере. После выхода на пенсию провёл 2 года в качестве действующего консультанта Института трансплантации Оклахомы в США. Интересовался исследованиями по борьбе со старением и омоложению.

В 1999 году основал фонд «Сердце мира» имени Кристиана Барнарда, который проводит благотворительные акции по всему миру. Деньги для фонда зарабатывал сам, перечисляя средства от продажи экологически чистых продуктов и издавая свои книги. Главная цель которого — помощь детям и матерям из стран с низким уровнем жизни, в основном из Африки и Азии. Одной из первых акций стала финансовая помощь детской клинике Института онкологии в Минске для пострадавших от аварии на Чернобыльской АЭС.

«За преумножение добра на земле» был награжден орденом Николая Чудотворца.
Умер 2 сентября 2001 года после приступа астмы.

## Интересные факты
Чтобы купить своей первой жене обручальное кольцо, Барнарду пришлось продать с трудом купленный подержанный автомобиль.
Владимир Оноприев в своих воспоминаниях написал следующее: 

В частности, я узнал, каким благодарным учеником оказался Кристиан Бернард. Накануне той первой в мире операции по пересадке сердца он звонит Демихову через пол земного шара. Прилетев (уже после знаменитой операции) в очередной раз в Москву, оглядев ряды встречающих чиновников и воскликнул:
 «Простите, но я не вижу здесь моего учителя, господина Демихова. Где он?» 

Встречающие чиновники недоуменно переглянулись: а кто это? Слава Богу, кто-то вспомнил, пришлось выкручиваться: господин Демихов не приехал из-за чрезвычайной занятости в Институте скорой помощи им. Склифосовского. Гость тут же изъявил желание немедленно оправиться к нему. Пришлось вести. В полутёмном холодном подвале, где размещалась лаборатория первого в СССР отдела трансплантологии органов, и нашёл Бернард своего учителя…

Сюжет рассказа В. М. Шукшина «Даёшь сердце» разворачивается вокруг сообщения о первой операции.
Кристиану Барнарду посвящено одно из стихотворений Эдуарда Асадова.
Ему посвящена также песня Петра Морозова «Доктор Бернард» (1968). Исполнялась ансамблем «Камертон» 2-го московского мединститута. Есть на их диске «Да и мы не лыком шиты». Впоследствии Петр Морозов написал рок-оперу «Сердце», куда не только вошла данная песня, но и выведен сам К. Барнард, как главный герой (1973). К сожалению, пятеро молодых врачей не смогли закончить работу над этим произведением, однако отрывки из него исполнялись ими на концертах.
Имел 11 почётных докторских степеней, а также 36 международных наград в 21 стране, 76 золотых, серебряных и бронзовых медалей. Почётный гражданин 26 городов.

## Семья
Был женат трижды.

1-я жена (1948—1969) — Алетта Гертуида Лу (1924—2011), медсестра.

В этом браке родились: Дейдре (1950 г.р.) и Андре (1951—1984).
2-я жена (1970—1982) — Барбара Золлнер, дочь южноафриканского миллионера (1951—1998).

В этом браке родились: Фредерик (1972 г.р.) и Кристиан-младший (1974 г.р.)
3-я жена (1988—2000) — Карин Зетцкорн (1963 г.р.), модель.

В этом браке родились: Армин(1989 г.р.) и Лара (1997 г.р.)

## Труды
Автор 15 книг и почти 250 научных публикаций.
- Барнард К., Стандер З. Нежелательные элементы. — М.: Прогресс, 1977. — 480 с.
- Барнард К. 50 путей к здоровому сердцу. — Измаил, РИА «СМИЛ», 2001. — 239 с.
- Barnard C. One Life. — Toronto: The Macmillan Co.: Collier-Macmillan Canada Ltd., 1970. — 393 p.
- Barnard C. The Second Life: Memoirs. — Vlaeber, 1993. — 407 p.
- Barnard C. Fifty Ways to a Healthy Heart. — Thorsons, 2001. — 304 p.
- Barnard C. The Donor
- Barnard C. Your Healthy Heart
- Barnard C. In The Night Season
- Barnard C. The Best Medicine
- Barnard C. Arthritis Handbook: How to Live With Arthritis
- Barnard C. Good Life Good Death: A Doctor’s Case for Euthanasia and Suicide
- Barnard C. South Africa: Sharp Dissection
- Barnard C. Body Machine